# Calatayud (vi)
Calatayud és una denominació d'origen dels vins produïts al voltant de la comarca del mateix nom, situada a l'oest de la província de Saragossa. La denominació es compon de 46 municipis dels quals el municipi de Calataiud n'és la seu principal. L'àrea està regada per diversos rius com ara el Jalón, Jiloca, Piedra, Mesa, Ribota y Manubles.

## Història[1]
El conreu de la vinya a la zona des del segle ii aC ha estat confirmat arran del descobriment d'un trullar al poble celtíber de Segeda i n'havien estat referenciats com vins de gran qualitat al segle I. La civilització romana van desenvolupar els conreus i després d'una època d'abandonament per part dels musulmans, els cristians van tornar a donar-li importància com a conreu colonitzador. A finals del segle xii els monjos del Cister van promoure la plantació de la vinya fundant el Monestir de Pedra. Amb l'arribada de la fil·loxera a França les vinyes s'hi van anant creixent fins més de 44.000 ha, procés afavorit per les comunicacions ferroviàries de Calataiud, les quals permetien l'exportació. Als anys 60 es van crear cooperatives i es va obtenir la denominació d'origen el 1990.

## L'entorn
El clima de la D.O.P. Calatayud es caracteritza per la seva continentalitat, amb hiverns freds i estius calorosos.
La temperatura mitjana anual és 13,1 °C, amb grans diferències entre la nit i el dia durant l'època de maduració, de 5 a 7 mesos de gelades, les temperatures i precipitacions varien des del fons de la fossa amb temperatures suaus i precipitacions baixes, fins a les temperatures més baixes i precipitacions lleugerament superiors, a mesura que ascendim, amb una pluviometria mitjana de 300 a 550 mm.
El terreny és ondulant, assentant-se la major part de la vinya sobe sòls pedregosos, solts, molt pobres en nutrients i d'elevada proporció de calcària. Presenten bona permeabilitat i són sans.

## Varietats de raïm
Varietats blanques: Macabeu, Malvasia, Garnatxa blanca, Chardonnay, Moscatell.
Varietats negres: Cabernet Sauvignon, Merlot, Syrah, Mazuela, Ull de llebre, Garnatxa, Monastrell.